# Gap (canzone)
Un gab o gap è un tipo di componimento d'intonazione autoelogiativa della poesia occitana medievale (1100–1350), del tempo in cui i trovatori erano all'apice del successo. Viene spesso messa in rapporto alla tenzone e al partimen, due tipi di poesie in forma di dibattito. Talvolta il gab non viene considerato un genere separato, ma semplicemente una vanteria all'interno di un altro genere, di solito il sirventes.
La parola occitana gab (o gap) significa "vanto" e viene dal verbo gabar (aprire ampiamente la bocca, vale a dire sbadigliare). La canzone è naturalmente competitiva e il vanto viene spesso presentato come una sfida, la quale può generare risposte poetiche. La vanteria, tuttavia, è fatta per puro divertimento, seguendo tipicamente una formula onde assicurare che sia ben accetta (diversamente da un vero vanto). Spesso è fortemente ironica e i vanti sono intesi specificamente a intrattenere il pubblico che li conosce bene. 
Il primo gab che si conosca è "Ben vuelh", composto da Guglielmo IX d'Aquitania (morto nel 1126). Il sirventes, "De mots ricos no tem Peire Vidal", di Uc de Lescura, inizia con un gab dove viene declamata la superiorità del compositore rispetto a otto altri trovatori suoi contemporanei, tra cui l'uomo del titolo, Peire Vidal, egli stesso un famoso compositore di gabs. Una dei più noti gab inizia così:
paura avrian come quaglia lo sparviero,
e la lor vita d'un soldo non apprezzare,
sì feroce mi san, selvaggio e fiero.»